# Pædofili
Pædofili er en psykisk lidelse, hvor en voksen eller ældre teenager oplever en primær eller eksklusiv seksuel tiltrækning til præpubertære børn. Selvom piger typisk begynder pubertetsprocessen i en alder af 10 eller 11, og drenge i en alder af 11 eller 12, udvider kriterierne for pædofili grænsepunktet for præpubertet til 13 år. Ifølge DSM-5-TR skal en person være mindst 16 år gammel og mindst fem år ældre end det præpubertære barn, for at tiltrækningen kan blive diagnosticeret som pædofil lidelse. Pædofili defineres i fagsprog som en vedvarende eller tilbagevendende intens seksuel tiltrækning af præpubertære børn. At have pædofili kan være men er ikke identisk med at begå seksuelle overgreb på børn. Det vurderes at omkring en procent af den almene befolkning har pædofili.
Pædofili er en diagnose ifølge verdenssundhedsorganisationen, WHO. For at leve op til diagnosen skal man have en seksuel forkærlighed for børn. Tiltrækningen til børn skal være stærkere end til voksne. Det er ikke tilstrækkeligt at være tiltrukket af børn eller kunne lide at kigge på børneporno, for at få diagnosen pædofil. Flertallet af de mennesker, der har seksuelle tanker og fantasier om børn, herunder pædofile, er ikke aktive. De har seksuelle tanker og fantasier om børn, men uden at handle på dem, har flere eksperter udtalt. Årsagerne til, at nogle mennesker bliver pædofile, er ikke fastslået, og der er begrænset forskning på området. Men nyere forskning peger på, at det er en afvigelse i hjerneudviklingen, som opstår i fostertilstanden. Pædofili rammer hovedsageligt mænd, men også kvinder. Der er ikke udviklet nogen kur mod pædofili, men der er terapier, der kan reducere forekomsten af, at en person begår seksuelt misbrug af børn.
Der skelnes mellem begreberne pædofili og hebefili. Hvor den pædofile seksualitet eller det pædofile overgreb retter sig mod børn før puberteten, retter den hebefile seksualitet eller det hebefile overgreb sig mod børn, der lige er blevet kønsmodne - dvs. teenagere.

## Pædofile
Det er muligt at komme i behandling for pædofili, hvorved man kan forsøge at lære at tage kontrol over sine seksuelle tanker og følelser.
I Danmark er det især Sexologisk Klinik på Rigshospitalet, der udfører denne behandling. Sexologisk Klinik driver desuden rådgivningstelefonen Bryd Cirklen, der tilbyder gratis og anonym rådgivning for pædofile.
Årsagen til pædofili er meget omdiskuteret.
Nogle som Preben Hertoft mener, at alle parafilier i en eller anden grad findes i alle mennesker, også pædofili. Der er empiriske undersøgelser, der viser, at det er tilfældet for mindst en fjerdedel af voksne mænd (Freund & Costell 1970, Hall et al. 1995, Quinsey et al. 1975).

### Videnskabelig litteratur om pædofili
- Danmarks Natur og Lægevidenskabelige bibliotek. Arkiveret 1. september 2005 hos  Wayback Machine
- http://www.kb.dk
- Archives of Sexual Behavior. Videnskabeligt tidsskrift. Diskussion blandt forskere om hvorvidt pædofili er en sygdom, eller bare skal betragtes som en kriminel seksualitet og et juridisk anliggende.
- Male Homosexual Attraction to Minors Gennemgang af den videnskabelige litteratur om pædofili og seksuelt misbrug af børn.

### Andre links
- Interview med udenlandsk pædofilhttp://web.archive.org/web/20080628075500/http://www.nj.com/specialprojects/expresstimes/index.ssf?/news/expresstimes/stories/molesters1_otherside.html
- Hjemmeside om Dutroux sagen Arkiveret 22. november 2007 hos  Wayback Machine (på engelsk)
- Pino Nicotri ( L'Espresso): Hvordan man til enhver pris undgår at lade sandheden om Emanuela Orlandis endeligt komme frem (på italiensk)
- Lov om indhentelse af børneattest i forbindelse med ansættelse af personale m.v.
- Sexologisk klinik på Rigshopitalets anonyme rådgivningtilbud til pædofile.